# Élections législatives en Côte d'Ivoire
Les élections législatives ivoiriennes ont pour but d’élire les 225 députés de l'Assemblée nationale.